# Begraafplaats van Lens Oost
De Begraafplaats van Lens Oost is een gemeentelijke begraafplaats gelegen in de Franse stad Lens (Pas-de-Calais). Ze werd in 1843 aangelegd en is de grootste begraafplaats van de stad. Heden zijn meer dan 6000 graven geregistreerd. De begraafplaats ligt 850 m ten oosten van het stadscentrum en bestaat uit twee grote vierhoekige delen die met één hoek aan elkaar grenzen. In de oostelijke hoek gevormd door beide delen ligt het Deutscher Soldatenfriedhof Lens-Sallaumines.

## Britse oorlogsgraven
Op deze begraafplaats zijn drie perken waarin samen 26 Britse gesneuvelden (waaronder 8 niet geïdentificeerde) uit de Eerste Wereldoorlog begraven liggen. Zij stierven tussen september 1915 en oktober 1916. Er liggen ook 2 slachtoffers uit de Tweede Wereldoorlog begraven. De graven worden onderhouden door de Commonwealth War Graves Commission en zijn daar geregistreerd als Lens Eastern Communal Cemetery.
De gemeentelijke begraafplaats werd in het begin van de oorlog door de Duitse bezettingstroepen gebruikt. Er liggen ook 74 Franse militairen uit de Eerste Wereldoorlog begraven.